# Contea di Brantley
La contea di Brantley (in inglese Brantley County ) è una contea dello Stato della Georgia, negli Stati Uniti. La popolazione al censimento del 2000 era di 14 629 abitanti. Il capoluogo di contea è Nahunta.

## Storia
Il 2 novembre 1920 gli elettori della Georgia approvarono una modifica costituzionale per formare la Contea di Brantley da pezzi delle altre contee di Charlton, Pierce e Wayne.
La Contea di Brantley deve il suo nome a Benjamin D. Brantley, un membro di una famiglia locale di primo piano. Altre fonti sostengono che il nome provenga da William Goodman Brantley di Brunswick, Georgia. Il giovane Brantley servì come rappresentante dello Stato, fu senatore dello Stato, e otto volte rappresentante degli Stati Uniti.
Dato che la Palude Okefenokee è a sud e ad ovest della contea, il passaggio attraverso la contea di Brantley era essenziale per la ferrovia che va dalla costa settentrionale alla zona meridionale dello Stato.